# Aetheretmon
Aetheretmon es un género extinto de peces de agua dulce y estuarinos con aletas radiadas, que vivió durante principios del Misisipiano (Dinantiano) en lo que hoy es Europa, incluyendo Escocia, Bielorrusia y Rusia. Contiene únicamente la especie Aetheretmon valentiacum. Este género presenta la serie de crecimiento actinopterigia más antigua conocida, lo que indica que los juveniles de Aetheretmon tenían colas similares a las de los teleósteos modernos, con la diferencia de que sus lóbulos superiores continuaron creciendo durante toda su vida en lugar de truncarse tempranamente. Inicialmente clasificado como un "paleoníscido", estudios posteriores lo han recuperado como un neopterigiano basal, o más recientemente como un actinóptero basal.
Sallan, Lauren (2016). «Fish ‘tails’ result from outgrowth and reduction of two separate ancestral tails». Current Biology 26 (23): R1224-R1225. ISSN 0960-9822. doi:10.1016/j.cub.2016.10.036.</ref>  Inicialmente clasificado como un "paleoníscido", estudios posteriores lo han recuperado como un neopterigiano madre, o más recientemente como un actinóptero madre. 